# 1-es busz (Komló)
A komlói 1-es buszjárat Zobák-akna, Gesztenyés, Anna-akna és a belváros kapcsolatát látja el. Régen a mai 113-as buszjárat vonalán közlekedtek Kökönyösbe a buszok a belvároson - Gesztenyésen át - Zobák-aknára. 2012-ben a Pannon Volán Zrt. drasztikusan csökkentette a járatok sűrűségét és jelentősen átalakította a vonalhálózatot Komlón, így a régi 1-es busz útvonalát kettévágták: egy külön járat Kökönyösbe és egy külön járat Zobák-aknára.